# Basilika Königin aller Heiligen

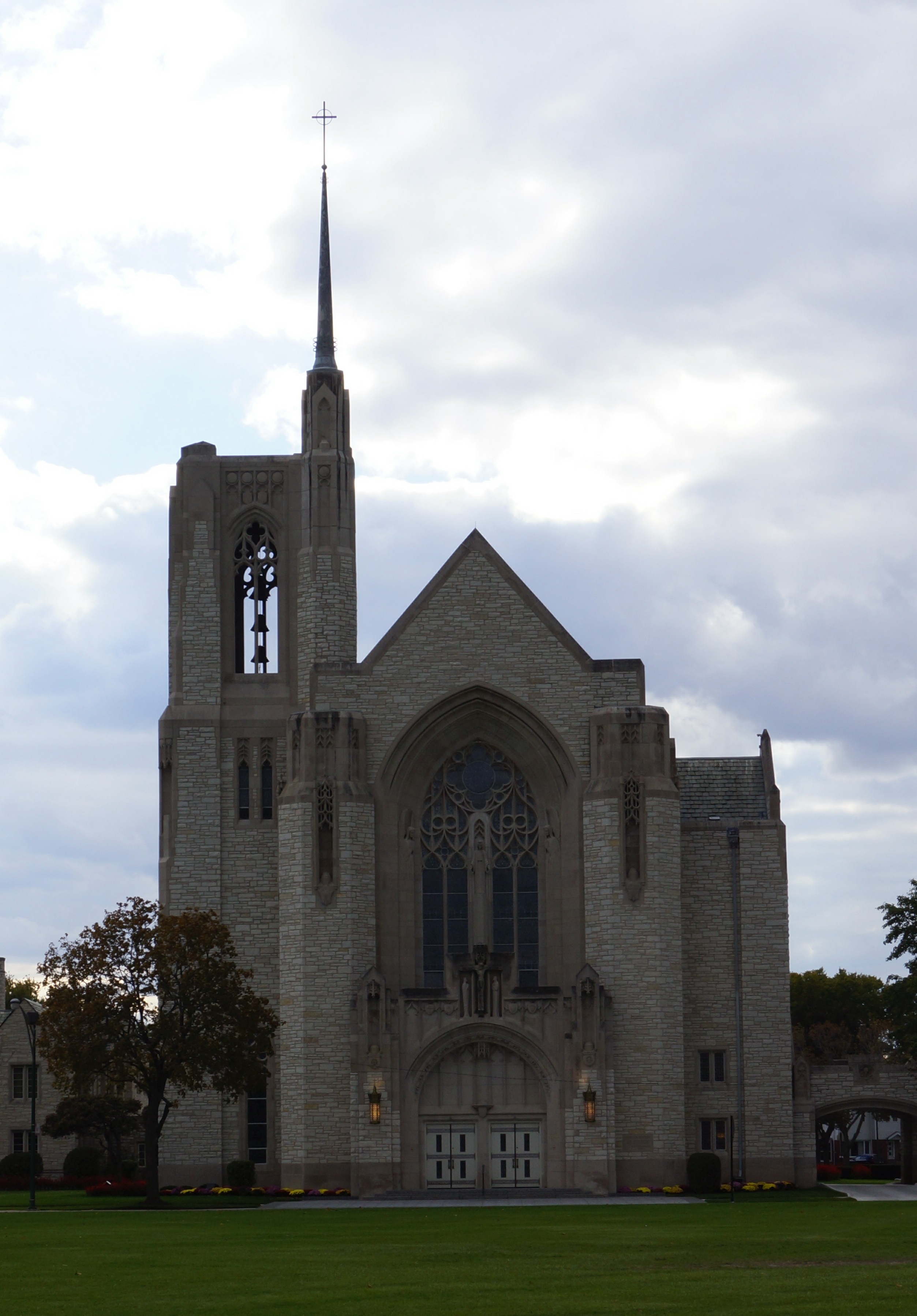
Eingangsfassade

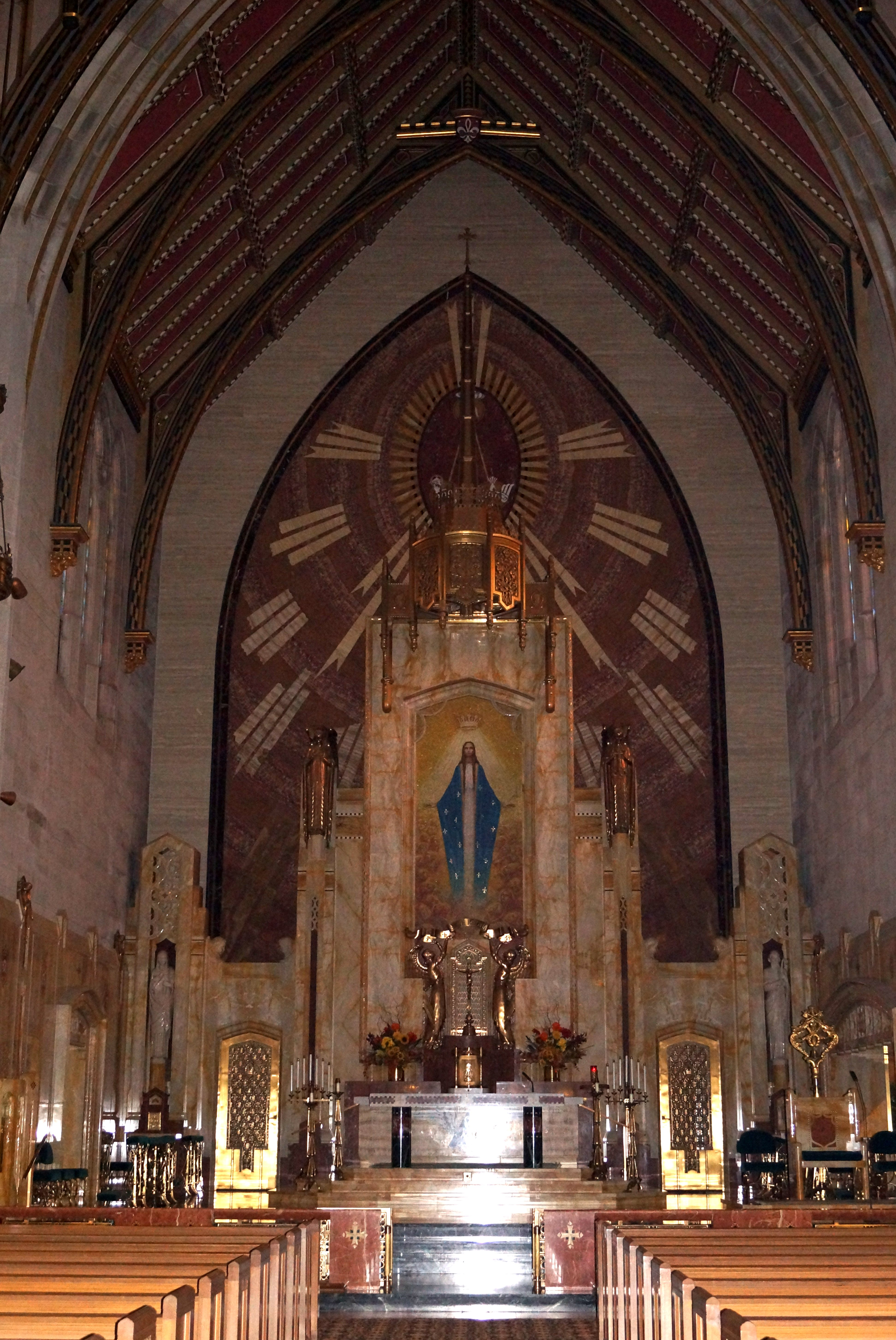
Innenraum

Die Basilika Königin aller Heiligen (englisch Queen of All Saints Basilica) ist eine römisch-katholische Pfarrkirche im bürgerlichen Stadtteil Sauganash im Norden von Chicago, Vereinigte Staaten. Die Basilica minor ist eine von drei Basiliken des Erzbistums Chicago.

## Geschichte
Im Jahr 1929 erwirkte der Calvert Club, eine brüderliche katholische Organisation, beim Erzbischof von Chicago, Kardinal George Mundelein die Errichtung einer Pfarrkirche in der Region Sauganash. In der neuen Pfarrei lebten damals vierzig katholische Familien. Dazu wurde eine Holzrahmenkirche, die zuvor als St.-Giles-Kirche im nahe gelegenen Oak Park gedient hatte, versetzt und im Juni 1929 unter dem Patrozinium Königin aller Heiligen geweiht. Die angrenzende Queen of All Saints School wurde 1932 gegründet. Das Gebiet füllte sich nach dem Zweiten Weltkrieg mit Wohnsiedlungen und zog zunächst irische und deutsche Einwanderer und deren Nachkommen an. Die ethnische Zusammensetzung des Viertels hat sich seitdem nicht verändert, wobei sich die beiden dominierenden ethnischen Gruppen stark vermischt haben.
Von Meyer und Cook wurde ab 1956 die heutige Kirche erbaut. Die Kirche wurde 1960 fertiggestellt und geweiht. Die prächtige, kathedralenartige Kirche wurde am 26. März 1962 von Papst Johannes XXIII. in den Rang einer Basilica minor erhoben.

## Bauwerk
Die Kirche wurde in der Form einer dreischiffigen Basilika im neugotischen Stil errichtet. Ihre Ausmaße haben eine Länge von 73 Metern, eine Breite von 24 Metern und eine Höhe von 24 Metern. Der seitliche Kirchturm ragt 43 Meter hoch.
In der Chorempore befinden sich acht verschiedene Marienheiligtümer: Schwarze Madonna von Tschenstochau, Unsere Liebe Frau von Knock, Unsere Liebe Frau von Einsiedeln, Unsere Liebe Frau vom Schnee, Unsere Liebe Frau von La Salette, Unsere Liebe Frau von Guadalupe, Unsere Liebe Frau von Lourdes und Unsere Liebe Frau von Fatima. Diese Ausstellung zeigt die Universalität der katholischen Kirche auf, indem betont wird, dass der Marienkult, obwohl diese Schreine für ein bestimmtes Land oder eine bestimmte Kultur spezifisch sind, all diese Barrieren überbrückt und die verschiedenen in Sauganash lebenden ethnischen Gruppen zusammenbringt.
Die ursprüngliche Orgel aus den 1930er Jahren wurde im Jahr 2006 aufgrund ihres schlechten Alterszustandes und eines Aktes des Vandalismus in den 1970er Jahren ersetzt. Das neue Instrument ist ein dreimanualiges Werk von Berghaus Pipe Organ Builders aus Bellwood, Illinois.